# UEFA U-19女子選手権2007
UEFA U-19女子選手権2007は第10回目のUEFA U-19女子選手権である。決勝トーナメントは2007年7月18日から7月29日までアイスランドで行われ、ドイツが3回目の優勝を果たした。
本大会は2008 FIFA U-20女子ワールドカップの欧州予選も兼ねており、上位4チームがワールドカップの出場権を手にする。ドイツ、イングランド、ノルウェー、フランスが出場権を獲得した。

## 本大会

### グループリーグ

#### グループA
| チーム       | 試 | 勝 | 分 | 負 | 得 | 失 | 差 | 点 |
| ------------ | -- | -- | -- | -- | -- | -- | -- | -- |
| ドイツ       | 3  | 3  | 0  | 0  | 7  | 2  | +5 | 9  |
| ノルウェー   | 3  | 2  | 0  | 1  | 7  | 3  | +4 | 6  |
| デンマーク   | 3  | 1  | 0  | 2  | 3  | 4  | −1 | 3  |
| アイスランド | 3  | 0  | 0  | 3  | 3  | 11 | −8 | 0  |

| 2007年7月18日 |

| デンマーク | 0 – 1    | ドイツ                 |
|            | レポート | M. ケルショウスキ 19分 |

| Víkingsvöllur, レイキャヴィーク |

| 2007年7月18日 |

| アイスランド | 0 – 5    | ノルウェー                                                                    |
|              | レポート | ムジェルド 40分, pen.分 · エンゲット 64分 · イサクセン 66分 · ソルスネス 84分 |

| Laugardalsvöllur, レイキャヴィーク |

| 2007年7月20日 |

| ノルウェー | 0 – 2    | ドイツ                          |
|            | レポート | ゴッダード 22分 · ケスラー 58分 |

| Fylkisvöllur, レイキャヴィーク |

| 2007年7月20日 |

| アイスランド                                        | 1 – 2    | デンマーク                             |
| フリオリクスドッティル 52分 · ヘンヌドッティル 60分 | レポート | ヴェイェ 2分 · E. マドセン 45分 (pen.) |

| Kópavogsvöllur, コーパヴォグル |

| 2007年7月23日 |

| ドイツ                                                                        | 4 – 2    | アイスランド                      |
| ヴッベンホルスト 8分 · ケスラー 22分 · ボック 74分 · I. ケルショウスキ 90+2分 | レポート | フリオリクスドッティル 61分, 82分 |

| Grindavíkurvöllur, グリンダヴィーク |

| 2007年7月23日 |

| ノルウェー                            | 2 – 1    | デンマーク            |
| イサクセン 75分 · ヘルロフセン 90+3分 | レポート | トロールスガード 80分 |

| Akranesvöllur, アクラネース |

#### グループB
| チーム       | 試 | 勝 | 分 | 負 | 得 | 失 | 差 | 点 |
| ------------ | -- | -- | -- | -- | -- | -- | -- | -- |
| イングランド | 3  | 2  | 1  | 0  | 5  | 2  | +3 | 7  |
| フランス     | 3  | 2  | 0  | 1  | 6  | 3  | +3 | 6  |
| スペイン     | 3  | 1  | 0  | 2  | 2  | 2  | 0  | 3  |
| ポーランド   | 3  | 0  | 1  | 2  | 1  | 7  | −6 | 1  |

| 2007年7月18日 |

| ポーランド             | 1 – 1    | イングランド    |
| アーディー 11分 (o.g.) | レポート | ウェラン 90+4分 |

| Fylkisvöllur, レイキャヴィーク |

| 2007年7月18日 |

| スペイン | 0 – 1    | フランス    |
|          | レポート | アンリ 82分 |

| Kópavogsvöllur, コーパヴォグル |

| 2007年7月20日 |

| ポーランド | 0 – 2    | スペイン                      |
|            | レポート | ビラス 58分 · トーレヨン 77分 |

| Grindavíkurvöllur, グリンダヴィーク |

| 2007年7月20日 |

| イングランド                                        | 3 – 1    | フランス    |
| ブラッドリー 24分 · ドウィー 60分 · ホワイト 90+5分 | レポート | デリー 64分 |

| Akranesvöllur, アクラネース |

| 2007年7月23日 |

| フランス                                                     | 4 – 0    | ポーランド |
| ル・ソンメ 5分 · アガール 20分 · デリー 37分 · アムーリ 69分 | レポート |            |

| Víkingsvöllur, レイキャヴィーク |

| 2007年7月23日 |

| イングランド | 1 – 0    | スペイン |
| ブート 20分  | レポート |          |

| KR-völlur, レイキャヴィーク |

### 決勝トーナメント
|  | 準決勝       | 準決勝       | 準決勝       |              |        | 決勝   | 決勝 | 決勝 |  |
|  |              |              |              |              |        |        |      |      |  |
|  | ドイツ       | ドイツ       | 4            |              |        |        |      |      |  |
|  | ドイツ       | ドイツ       | 4            |              |        |        |      |      |  |
|  | フランス     | フランス     | 2            |              |        |        |      |      |  |
|  | フランス     | フランス     | 2            |              | ドイツ | ドイツ | 2    |      |  |
|  |              |              |              |              | ドイツ | ドイツ | 2    |      |  |
|  |              |              | イングランド | イングランド | 0      |        |      |      |  |
|  | イングランド | イングランド | イングランド | イングランド | 0      | 3      |      |      |  |
|  | イングランド | イングランド |              |              |        |        |      |      |  |
|  | ノルウェー   | ノルウェー   | 0            |              |        |        |      |      |  |

#### 準決勝
| 2007年7月26日 |

| イングランド                         | 3 – 0    | ノルウェー |
| ホワイト 23分 60分 · エドワーズ 78分 | レポート |            |

| KR-völlur, レイキャヴィーク |

| 2007年7月26日 |

| ドイツ                                                                       | 4 – 2 (延長) | フランス                        |
| ゴッダード 43分 · バネッキ 66分 · ハルテル 114分 · I. ケルショウスキ 120+1分 | レポート     | デリー 67分 · マザローボー 76分 |

| Laugardalsvöllur, レイキャヴィーク |

#### 決勝
| 2007年7月29日 |

| ドイツ                                 | 2 – 0 (延長) | イングランド |
| ボック 107分 · M. ケルショウスキ 119分 | レポート     |              |

| Laugardalsvöllur, レイキャヴィーク |

## 優勝国
| UEFA U-19女子選手権2007優勝国 |
| ----------------------------- |
| · ドイツ · 2大会連続5回目     |

## 得点ランキング
3ゴール
- エレン・ホワイト
- マリー＝ローラ・デリー
- ファンディス・フリオリクスドッティル

2ゴール
| - ナタリー・ボック - ステファニー・ゴッダード - イサベル・ケルショウスキ | - モニク・ケルショウスキ - ナディン・ケスラー | - イングヴィルド・イサクセン - マレン・ムジェルド |

1ゴール
| - エマ・マドセン - サンネ・トロールスガード - カトリン・ヴェイェ - ソフィー・ブラッドリー - ダニエル・ブート - ナターシャ・ドウィー - エリザベス・エドワーズ | - フェルン・ウェラン - ローラ・アガール - シャルロッテ・アムーリ - アマンダン・アンリ - ウージェニー・ル・ソンメ - シャロー・マザローボー - ニコル・バネッキ | - スザンヌ・ハルテル - イムケ・ヴッベンホルスト - イダ・エリーゼ・エンゲット - イサベル・ヘルロフセン - エリーゼ・ソルスネス - マルタ・トーレヨン - マリア・パス・ビラス |

オウンゴール
- ジェーン・アーディー (ポーランド戦)